# 萬卡拉尼山
18°7′54″S 68°20′49″W / 18.13167°S 68.34694°W
萬卡拉尼山（Wankarani），是玻利維亞的山峰，位於該國西部奧魯羅省的薩亞馬省，處於亞雷塔尼山東北面、奇亞爾哈克山東南面，屬於安第斯山脈的一部分，海拔高度4,980米。